# Katja Bienert
Katja Bienert (* 1. September 1966 in West-Berlin) ist eine deutsche Schauspielerin, Autorin und Produzentin. Zudem schreibt sie Drehbücher zu selbst erdachten Geschichten, ist Fernsehmoderatorin in Berlin und in Events eingebunden.

## Leben
Bienert kam über ihre Mutter Evelyn Gutkind-Bienert, die selbst Schauspielerin und Stuntgirl war und ihr Management übernahm, zur Schauspielerei. Ihre erste Filmrolle hatte sie mit zwölf Jahren in einem deutschen Erotikfilm des Produzenten Karl Spiehs, Die Schulmädchen vom Treffpunkt Zoo, unter der Regie von Walter Boos. Er kam 1979 in die deutschen Kinos und 1980 durch UFA-Video in die deutschen Videotheken.
Zwischen 1980 und 1983 spielte sie seit Die nackten Superhexen vom Rio Amore Hauptrollen in mehreren Filmen des spanischen Regisseurs Jess Franco, darunter Francos dritte Eugenie-Verfilmung (in Deutschland unter dem Titel Lolita am Scheideweg veröffentlicht) nach de Sades Die Philosophie im Boudoir. Danach beendete sie die Schule und machte Abitur. Es folgte eine Karriere beim Fernsehen, seitdem spielte sie  in 25 Filmen und Fernsehserien wie Schloß Pompon Rouge mit. Zum Fernsehen ging sie, weil ihr die Produktionen im Ausland und die vielen Reisen zu stressig waren. Erst in den letzten Jahren fing sie wieder an, im Ausland und fürs Kino zu drehen.
Sie ist Mitglied der Gator Group, einem Zusammenschluss von Autoren, Regisseuren, Schauspielerinnen und Schauspielern, die gemeinsam Low-Budget-Videoprojekte planen und dann auch realisieren. Sie leitet zusammen mit Ingrid Littmann und Michael Huck die Berliner Produktion.
Seit Oktober 2016 lebte sie in den USA. Nachdem Bienert zeitweise als vermisst galt, stellte sich heraus, dass sie am 24. März 2017 verhaftet worden war. Ihr wurde u. a. Hausfriedensbruch vorgeworfen, zudem wurde ein abgelaufenes Visum festgestellt, weshalb sie im Eloy Detention Center, einem Gefängnis der Einwanderungsbehörde, in Abschiebehaft saß.
2018 lebte sie wieder in Berlin, wollte aber mit ihrem amerikanischen Verlobten im Sommer 2019 wieder in die USA zurückkehren.
Ende November 2021 starb ihr Ehemann, der Schauspieler Donald Gardner, in der gemeinsamen Wohnung in Berlin an einem Herzinfarkt.

## Musik
- 2008: Rolf Eden und Katja Bienert – Tribute to a Playboy

## Filmografie (Auswahl)
- 1979: Die Schulmädchen vom Treffpunkt Zoo; Regie: Walter Boos
- 1979: Kenn’ ich, weiß ich, war ich schon!; Regie: Monica Teuber
- 1980: Fabian; Regie: Wolf Gremm
- 1980: Schulmädchen-Report 13. Teil: Vergiß beim Sex die Liebe nicht; Regie: Walter Boos
- 1980: Derrick (Fernsehserie) – Episode Dem Mörder eine Kerze; Regie: Dietrich Haugk
- 1980: Lolita am Scheideweg; Regie: Jess Franco
- 1980: Die nackten Superhexen vom Rio Amore; Regie: Jess Franco
- 1981: El Lago de las vírgenes; Regie: Jess Franco
- 1983: Diamonds of Kilimandjaro; Regie: Jess Franco
- 1983: Lilian (la virgen pervertida); Regie: Jess Franco
- 1984: Tod eines Schaustellers (TV); Regie: Dietrich Haugk
- 1987: Praxis Bülowbogen (Fernsehserie) – 1. Staffel
- 1991: Schloss Pompon Rouge (Fernsehserie)
- 1992: Gute Zeiten, schlechte Zeiten (Daily Soap) – Folgen 82 & 83
- 1993: Glückliche Reise – Portugal (Fernsehreihe)
- 1995: Komödienstadel (TV) – Die Wadlbeißer von Traxlbach; Regie: Erich Neureuther
- 1996: Unhappy End – Episode 13 Der Kidnapper; Regie: Michael Huck
- 1998: Polizeiruf 110: Discokiller (Fernsehreihe); Regie: Marco Serafini
- 1998: Federmann (TV); Regie: Christian Diedrichs
- 2000: Dämonenbrut; Regie: Andreas Bethmann
- 2001: Unhappy End – Episode 15 Immer Vollmond; Regie: Katja Bienert
- 2001: Unhappy End – Episode 14 Principe Azzurro; Regie: Michael Huck & Daniela Kruschwitz
- 2002: Killer Barbys vs. Dracula; Regie: Jess Franco
- 2007: Pure Fear (Teaser); Regie: Renato Novakovic
- 2013: Goodbye Erwin Braddog; Regie: Christian Witte
- 2015: Filmstadt – Episode 7; Regie: Dennis Albrecht

## Hörspiele
- 1990: Paul Hengge: Ein Pflichtmandat – Regie: Robert Matejka (Hörspiel – RIAS Berlin)